# Marlene Halser

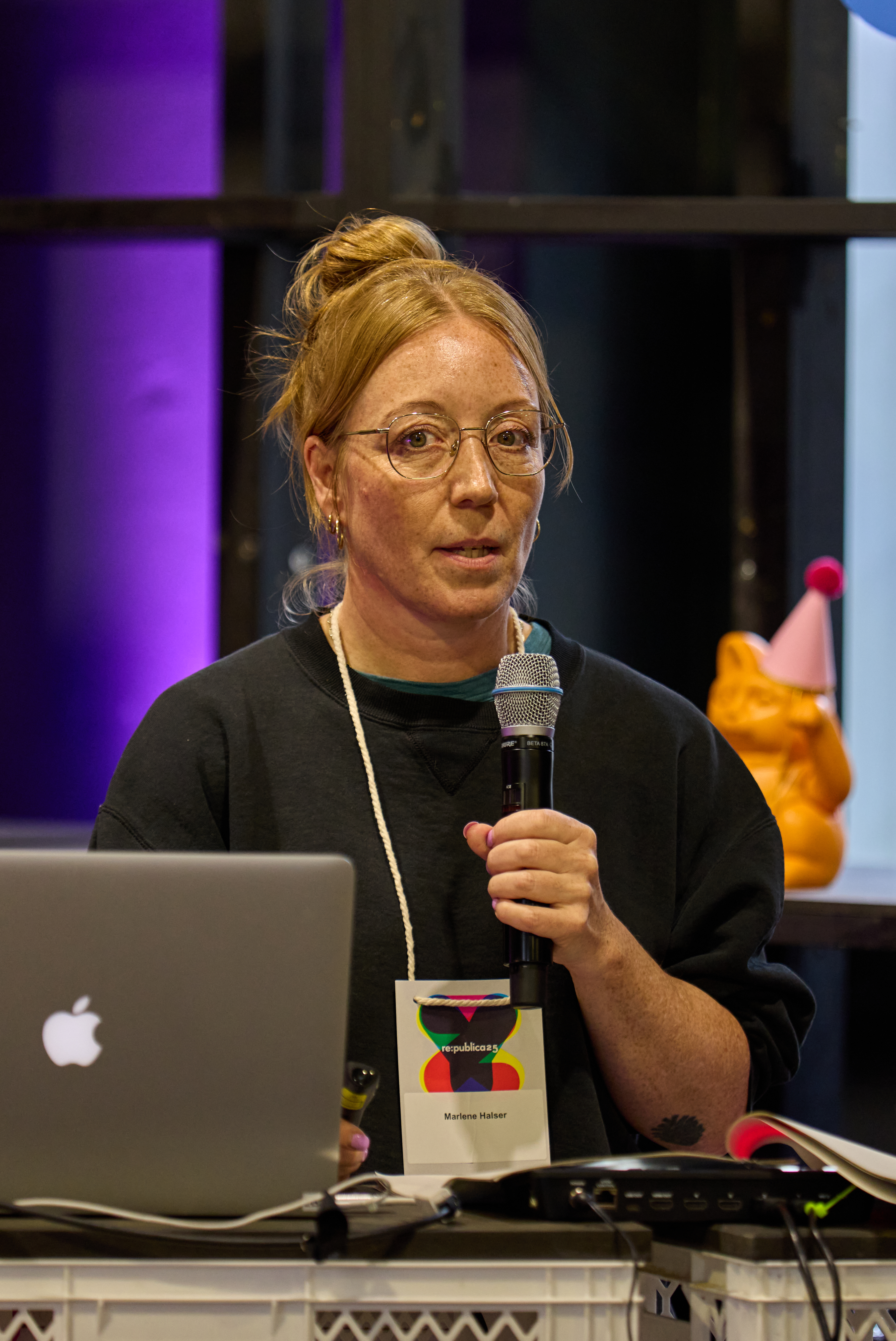
Marlene Halser, 2025

Marlene Halser (* 6. August 1977 in München) ist eine deutsche Journalistin.

## Werdegang
Nach ihrem Abitur 1997 am Sophie-Scholl-Gymnasium München studierte Halser von 1998 bis 2006 Politikwissenschaft, Ethnologie und Religionswissenschaft an der Universität München (LMU). Anschließend absolvierte sie von 2007 bis 2009 ein Aufbaustudium „Praktischer Journalismus“ an der LMU verknüpft mit einer Volontariatsausbildung an der Deutschen Journalistenschule. Die Zeit von Oktober 2009 bis September 2010 verbrachte sie in Jerusalem und Tel Aviv, davon das erste halbe Jahr mit einem „Trialog der Kulturen“-Stipendium der Herbert-Quandt-Stiftung.
Wieder zurück in München schrieb sie ab 2010 als freie Journalistin für diverse Medien. Als Pauschalistin agierte sie von 2011 bis 2019 zunächst als Bayernkorrespondentin, dann als Redakteurin und später als Ressortleitung „Gesellschaft und Medien“, sowie als Content SEO bei der taz. Seit 2019 ist wieder als freie Autorin unterwegs. Marlene Halser arbeitet unter anderem für den Deutschlandfunk, Zeit Online, Psychologie Heute sowie für Süddeutsche Zeitung Magazin. 

## Auszeichnungen
- Deutscher Reporterpreis 2014 in der Kategorie „Freistil“[7] für „Bitte, Papa“[8]
- Karl-Buchrucker-Preis 2014[9] für ihren Beitrag „Das erste Hemd“[10]
- Ludwig-Erhard-Preis für Wirtschaftspublizistik 2012[11] für ihren Text „Scheitern ist bei uns erlaubt“[12]

## Bücher
- Go Vegan! Warum wir ohne tierische Produkte glücklicher und besser leben. Riva Verlag, 2013 ISBN 978-3-86883-306-5.